# 白垩鱼属
白垩鱼属（学名：Cimolichthys）是仙女鱼目白垩鱼科下的唯一一属，生存于晚白垩世的美国、加拿大和荷兰。
本属的模式种是科普于1872年描述的河畔白垩鱼（Cimolichthys nepaholica），而其它基于孤立的颌骨和牙齿碎片描述的物种的有效性有待进一步确认。

## 描述
白垩鱼属拥有强壮而细长的身体，其体长可达1.5—2米。它们的外观很容易让人联想到鲑鱼和梭鱼之间的某种混合形式。它们的头骨上的细长下颚长着三排锋利的牙齿，犁骨上也长有锋利的牙齿，这种特征也存在于矛齿鱼属、宽鳞鱼属(Eurypholis)、Nardorex属和锯鳞鱼属(Prionolepis)等其他白垩纪仙女鱼类中。它们有一个位于腹鳍之前的小背鳍，尾鳍由两个明显分开的叶组成，身体的背部和腹部区域覆盖着大型骨质鳞片，侧线则有一排小骨质鳞片。

## 分类
白垩鱼属是约瑟夫·莱迪在1857年根据在英格兰南部土伦期地层中发现的化石进行描述的，模式种为雷威斯白垩鱼（C.levesiensis，雷威斯是发现该化石的小镇）。后来，爱德华·德林克·科普在1872年描述了许多属于该属的物种，这些物种发现于堪萨斯州的晚白垩世地层（科尼亚克期——坎帕期，包括剑吻白垩鱼、C.anceps、C.semianceps、C. sulcatus）以及"Empo" nepaholica。目前，白垩鱼属的唯一有效种是最后一个物种，学名为河畔白垩鱼(C.nepaholica)。怀俄明州、加拿大和荷兰也发现了其它属于白垩鱼属的化石。
白垩鱼属曾与矛齿鱼属一同被归为鲑形目，后来它们和其它一些掠食性鱼类一同重新分入仙女鱼目下。根据Silva和Gallo在2011年的一项研究，与许多其他白垩纪仙女鱼类相比，白垩鱼属、宽鳞鱼属和矛齿鱼属的体型似乎更基底，但比Halec属和光首鱼属（Phyloctocephalus）更衍化。
本属包括以下物种：
- †河畔白垩鱼 Cimolichthys nepaholica Cope, 1872 (模式种)
- †?Cimolichthys anceps Cope, 1872
- †?剑吻白垩鱼 Cimolichthys gladiolus Cope, 1872
- †?雷威斯白垩鱼 Cimolichthys levesiensis Leidy, 1857
- †?Cimolichthys semianceps Cope, 1872
- †?Cimolichthys sulcatus Cope, 1872

## 古生态学
白垩鱼属是白垩纪海域的一类快速而强壮的掠食者，生活方式与现在的梭鱼相似。它们似乎很容易被大型猎物所吸引，因为在它的化石中通常会发现部分消化的大型猎物。
科罗拉多大学自然历史博物馆(University of Colorado Museum of Natural History)展出了一具著名的白垩鱼属化石：一只未成年的巨型头足类托斯特巨鱿属的内壳卡在了一条体长1.52米的白垩鱼的食道中，它很有可能是被托斯特巨鱿的内壳噎死的。